# Anagyrus rubellus
Anagyrus rubellus är en stekelart som först beskrevs av Annecke 1974.  Anagyrus rubellus ingår i släktet Anagyrus och familjen sköldlussteklar. Inga underarter finns listade i Catalogue of Life.